# أهداف الجودة
أهداف الجودة (Quality Objectives) هي من متطلبات معايير أيسو 9001. الغرض من أهداف الجودة هو تحديد المطابقة لمتطلبات (العملاء والتنظيمات)، وتسهيل النشر الفعال وتحسين نظام إدارة الجودة.

## متطلبات أهداف الجودة في أيزو 9001
المتطلبات (مذكورة في البند 5.4.1) لأهداف الجودة هي:
· وضع أهداف الجودة في مهمات ومستويات ذات صلة
· ادراج أهداف تواكب متطلبات المنتج
· يجب أن تكون أهداف الجودة قابلة للقياس
· الحفاظ على أهداف هذه الجودة بما يتفق مع سياسة الجودة
· جعل جميع الموظفين على بينة من أهمية الأهداف وكيف يمكنهم المساعدة على تحقيقها (الفقرة 6.2.2d).

## أهداف الجودة وسياسة الجودة
يجب أن تكون أهداف الجودة منبثقة من سياسة الجودة في المنظمة. يجب أن يكون تطوير نظام إدارة الجودة قرارا استراتيجيا للألعمال، وبالتالي يجب على إلدارة العليا توفير التوجيه والقيادة الضروريية، بدية من وضع سياسة الجودة وأهدافها.
يجب أن تكون سياسة الجودة والأهداف متسقة مع نطاق نظام إدارة الجودة ويجب أن تكمل أهداف العمل الأخرى للمؤسسة مثل تلك المتعلقة بالنمو والتمويل والربحية والبيئة والصحة والسلامة المهنية. يجب أن لا تكون المبيعات أو استراتيجيات التسويق محايدة مع إدارة الجودة.

## روابط خارجية
- اهداف الجودة وطريقة كتابتها Quality Objectives